# Kürbisausstellung Ludwigsburg

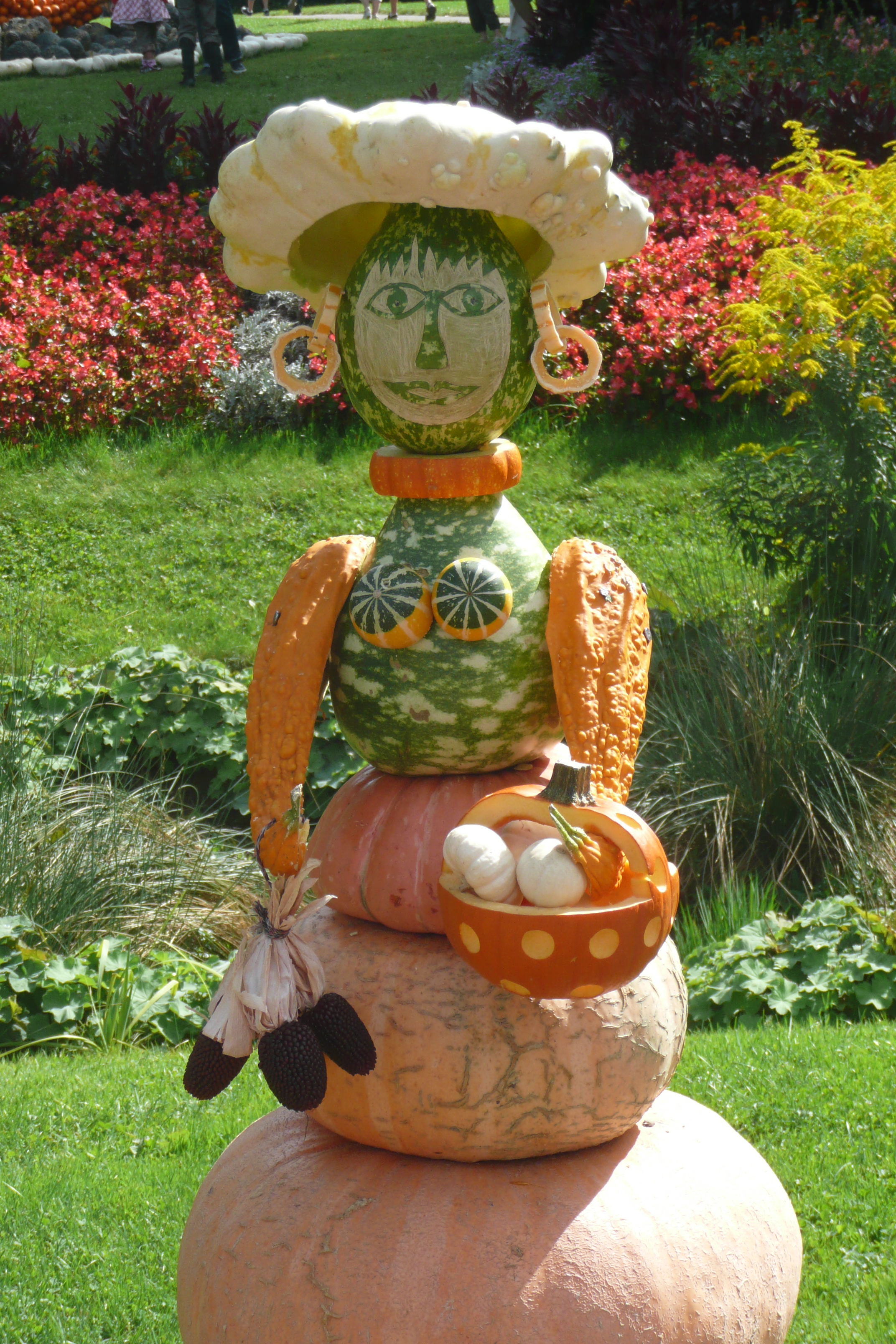
Figur auf der Kürbisausstellung 2010

Die Kürbisausstellung Ludwigsburg ist die angeblich weltgrößte Kürbisausstellung, die seit 2000 jedes Jahr im Herbst auf dem Gelände des Blühenden Barock in Ludwigsburg stattfindet. Dabei finden jedes Jahr diverse Kürbiswiege-Meisterschaften statt. Es werden über 450.000 Exemplare und 450 Sorten ausgestellt und es gibt eine Vielzahl an Gerichten aus Kürbissen, wie Kürbissuppe, Kürbispommes, Kürbis-Maultaschen oder geröstete Kürbiskerne. Jedes Jahr gibt es ein übergeordnetes Thema, nachdem sich die Kürbisskulpturen orientieren. 2016 hieß es zum Beispiel Manege frei im Kürbis-Zirkus! Die Kürbisausstellung lockt jährlich rund 200.000 Besucher an.

## Themen nach Jahren
- 2000 – Kürbispyramiden
- 2001 – Kürbisse erleben
- 2002 – Kleopatras geheimnisvolle Kürbiswelt
- 2003 – Expedition Kürbis
- 2004 – Kunterbunte Kürbis-Tierwelt
- 2005 – Die Kürbisfarm
- 2006 – Der wilde Kürbis-Westen
- 2007 – Arche Noah
- 2008 – Reise zu den Sternen
- 2009 – Sagenhafte Märchenwelt
- 2010 – Kürbismeer
- 2011 – Dinosaurier
- 2012 – Schweiz „Das Länderthema“
- 2013 – Sports
- 2014 – Kürbis Royal
- 2015 – Kürbis beflügelt
- 2016 – Manege frei im Kürbis-Zirkus
- 2017 – Das alte Rom
- 2018 – Wald
- 2019 – Märchenhafte Fabelwelt
- 2020 – Musik
- 2021 – Unterwasserwelt
- 2022 – Dschungel
- 2023 – Feuer
- 2024 – Frauen-Power

## Kürbisausstellung 2010 „Kürbismeer“

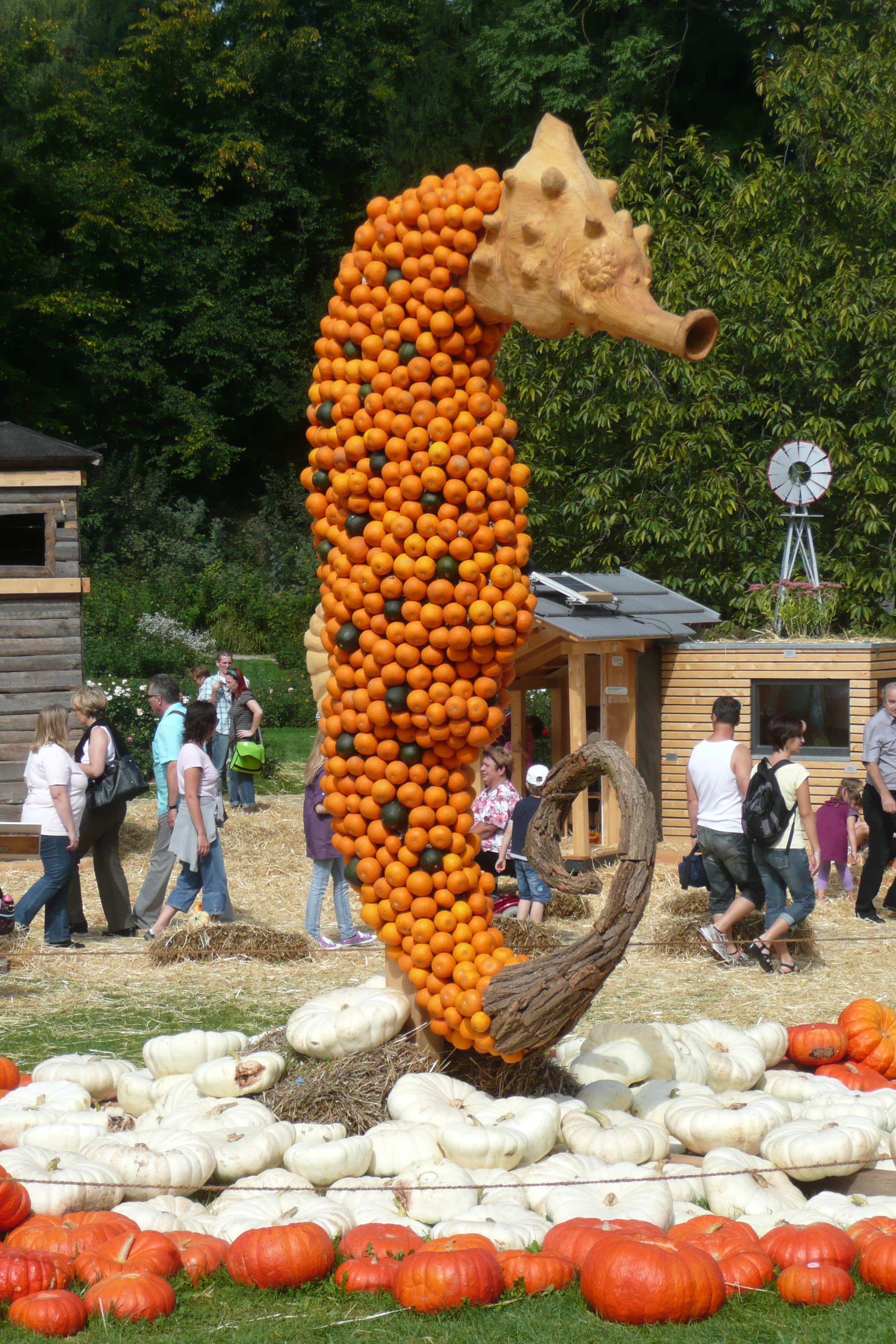
Seepferdchen
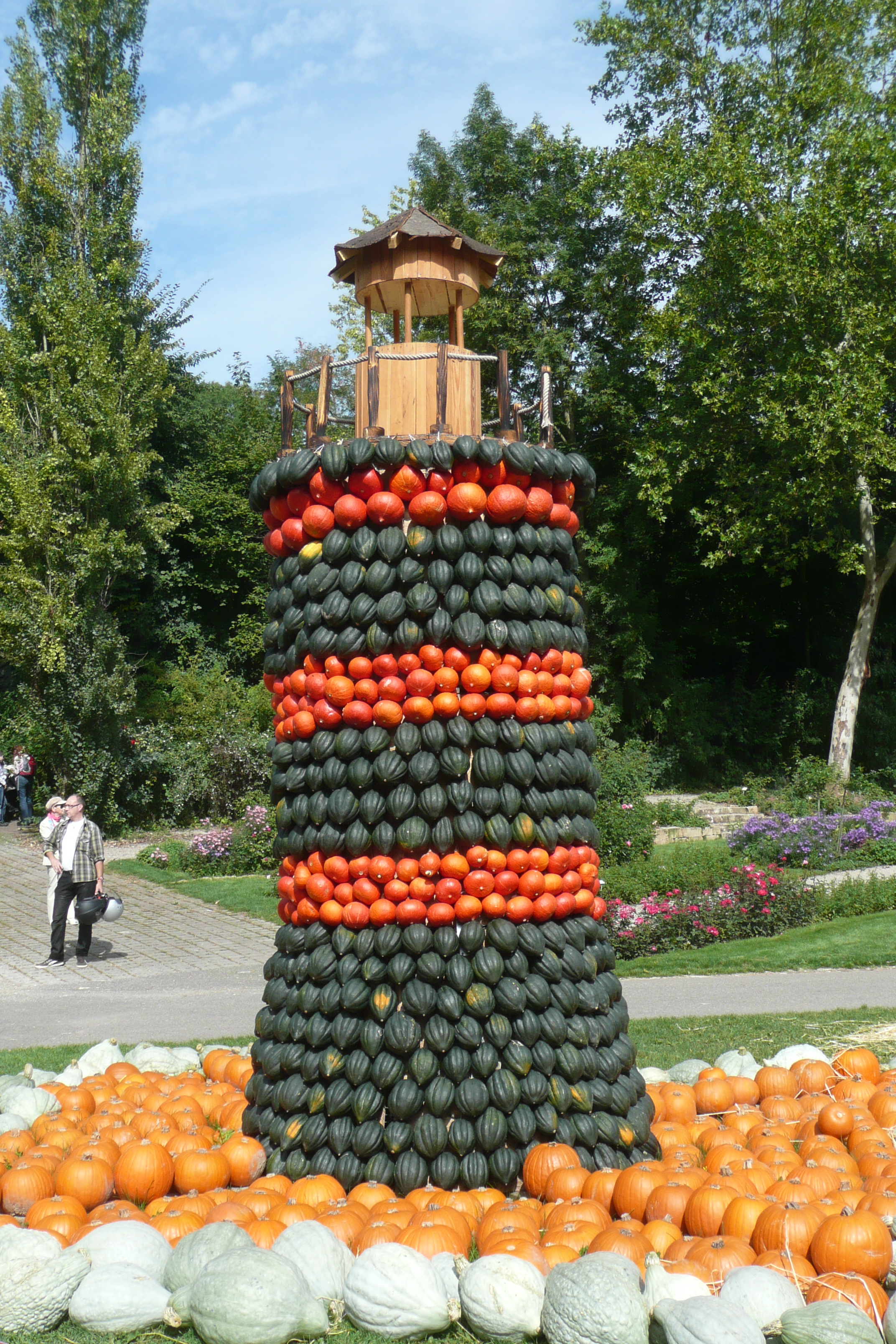
Leuchtturm